# Dějiny Jugoslávie
Jugoslávie (srbochorvatsky Југославија, Jugoslavija) byla země v jihovýchodní Evropě, která existovala v různých podobách, zpočátku jako monarchie v letech 1918 až 1941 a později jako socialistický a federativní stát v letech 1945 až 1992. Dějiny tohoto mnohonárodnostního státu výrazně utvářely konflikty národů žijících na jeho území. K rozpadu jugoslávského státu na jednotlivé svazové republiky významně přispěly i národní konflikty.

## Vznik státu (1918–1921)

Znak království SHS

Po rozpadu Rakousko-Uherska vznikl v jeho jižní části, v oblasti obývané Jihoslovany Stát Slovinců, Chorvatů a Srbů (Stát SHS, srbochorvatsky (Država Slovenaca, Hrvata i Srba, slovinsky Država Slovencev, Hrvatov in Srbov), který vyhlásila 29. října 1918 Národní rada Slovinců, Chorvatů a Srbů se sídlem v Záhřebu. Tento stát zabíral Kraňsko, část Štýrska, Chorvatsko, Slavonii, Dalmácii a Bosnu a Hercegovinu. Části Vojvodiny – Bačka, Banát a Baranja – se však 24. listopadu 1918 připojily k Srbsku. 26. listopadu 1918 se poté na základě usnesení Podgorické skupštiny sloučila se Srbskem (k němuž již dříve patřila i oblast Kosova a Makedonie), i předtím samostatná Černá Hora. 1. prosince 1918 pak došlo ke sjednocení Státu SHS se Srbským královstvím a vyhlášení Království Srbů, Chorvatů a Slovinců jako společného státu všech Jihoslovanů; hlavním městem nového státu se stal Bělehrad. Sloučení všech území v jeden stát bylo velmi důležité. Umožnilo to jednak koordinovat jednotnou politiku všech Jihoslovanů, jednak si to žádaly i západní země, které nechtěly uznat více států na tomto území s odůvodněním, že by to mohlo zvýšit již tak problematickou nestabilitu v oblasti Balkánu.
Tomuto vývoji předcházelo podepsání několika dohod mezi představiteli rakousko-uherských Jihoslovanů (v emigraci sdružených kolem Jihoslovanského výboru a v Chorvatsku kolem Národní rady) a Srbského království, z nichž nejdůležitější byla Korfská deklarace z 20. července 1917 a Ženevská dohoda z 6.–9. listopadu 1918.
Jednotlivé národy a národnosti nového státu se však nacházely ve zcela odlišných stádiích svého vývoje, a to jak v oblasti kulturní, tak také ekonomické a sociální. Zatímco sever, který byl do roku 1918 součástí Rakouska-Uherska, byl hospodářsky vyspělejší, jih byl vzhledem ke svému dlouhodobému vývoji zaostalý; jedinými rozvinutými oblastmi byly víceméně národnostní ostrovy (hlavně německých) menšin. Dalším problémem společného státu byla existence tří kulturně-civilizačních okruhů – západního, východního a orientálního, potažmo tří náboženství - katolického a pravoslavného křesťanství a islámu. To produkovalo mnohé problémy a hlavně nepochopení. Vysoká byla také míra negramotnosti; zatímco v roce 1921 činila 50,5 %, o deset let později klesla jen na 44,6 %.

## Nesnadná existence království SHS (1921–1929)

král Petr I.

Prvním panovníkem Království SHS se stal srbský král Petr I. Karadjordjević (1844–1921), který vládl až do své smrti v roce 1921. Na sklonku jeho vlády roku 1920 došlo k podpisu obranné smlouvy s Československem, která byla později rozšířena o Rumunsko a dostala název Malá dohoda. Jejím cílem bylo zamezit revizionistickým snahám Maďarska, Bulharska a Itálie po první světové válce. Nástupcem Petra I. se stal nejstarší syn Alexandr, po korunovaci nazývaný jako Alexandr I. Karadjordjević (1883–1934).
Značné regionální odlišnosti jednotlivých oblastí v království vyvolávaly nestabilní situaci, která vyústila na počátku 20. let v rozsáhlé zmatky ve státní správě a politice (časté střídání vlád) a několik protestních akcí v Lublani, Záhřebu, Podgorici i Bělehradě. Panovaly obavy z komunistického převratu (místní komunistická strana byla činná a silně zaměřena proti královskému dvoru), či intervence ze zahraničí.

## Království Jugoslávie (1929–1941)

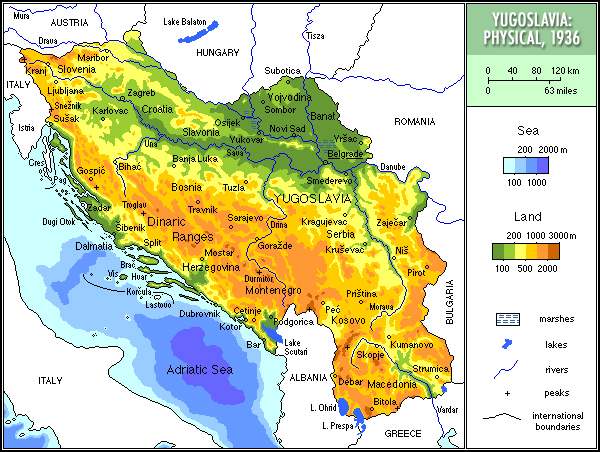
Království Jugoslávie, 1929–1941

Neutěšená situace vyvrcholila v létě 1928, kdy došlo v parlamentu k zastřelení dvou chorvatských poslanců. Následně v lednu 1929 se za pomoci vojenských kruhů král Alexandr I. chopil moci a nastolil diktaturu. Okamžitě zakázal všechny politické strany založené na národnostním, náboženském nebo teritoriálním základě. V té době také začala nekompromisní perzekuce členů Komunistické strany Jugoslávie. V roce 1929 se název země změnil na Království Jugoslávie - o tom se sice již delší dobu hovořilo, nicméně hlavně Srbové se svojí identity nechtěli vzdát. Teprve až s novými podmínkami bylo možné změnu názvu prosadit. Úpravy v duchu jihoslovanské jednoty postihly i správní členění státu. Původní poměrně malé oblasti byly nahrazeny devíti bánovinami, popírajícími historické hranice jednotlivých zemí. V šesti z nich mělo většinu srbské obyvatelstvo, v dvou chorvatské a v jednom slovinské.
Třicátá léta 20. století byla svědkem růstu nacionalistických ambicí jednotlivých národů Jugoslávie, které vyústily v úspěšný atentát na Alexandra I. v Marseille, spáchaný probulharským Makedoncem Veličkem Kerinem. Novým králem se stal nezletilý Petr II. Karadjordjević (1923–1970), kterému v roce 1934 bylo pouhých jedenáct let. Do nabytí plnoletosti měl být zastupován svým strýcem Pavlem Karadjordjevićem, avšak politická situace v Evropě to neumožnila.

## Druhá světová válka a zánik království (1941–45)

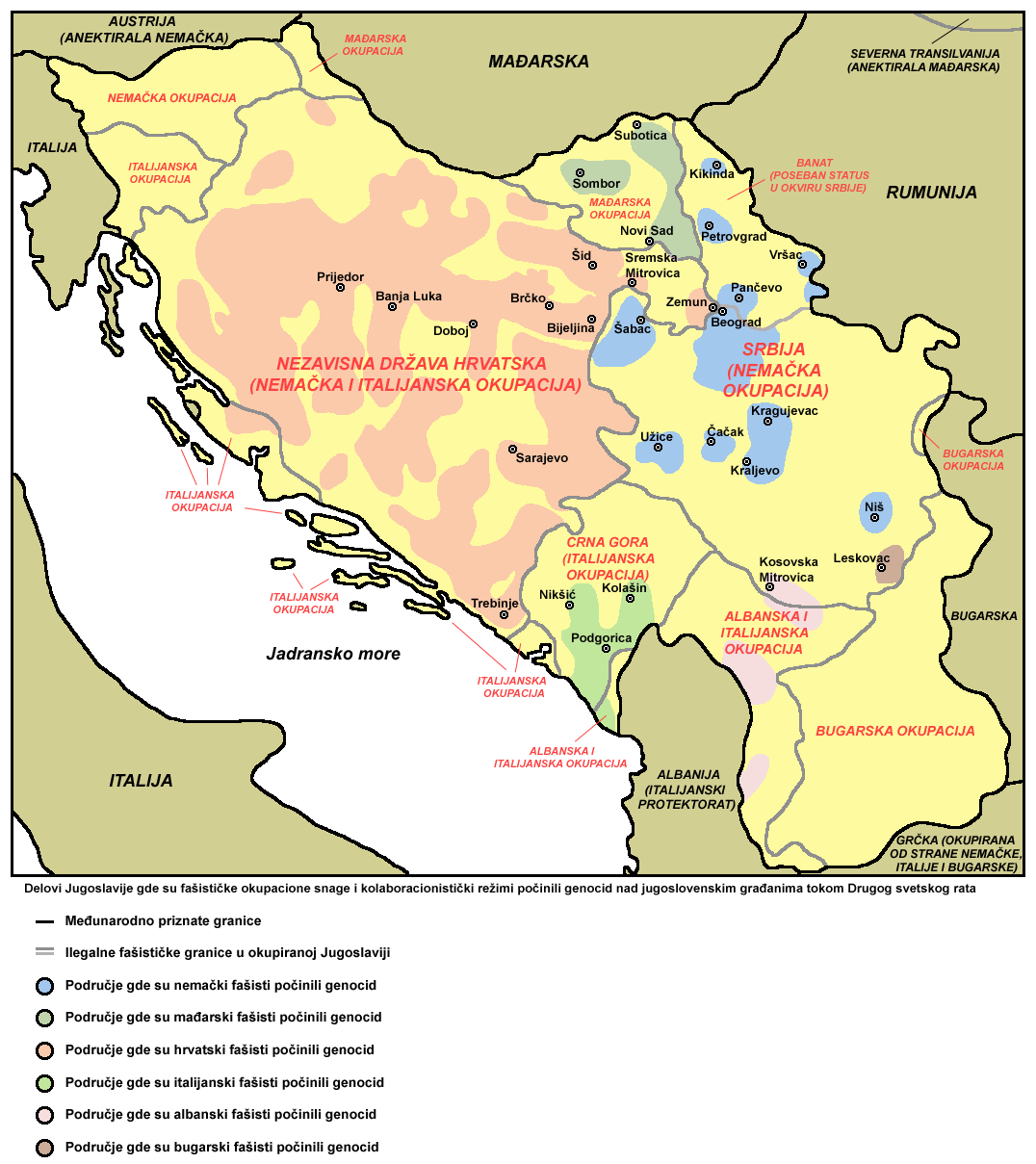
Místa na území Jugoslávie, kde fašistické síly páchaly genocidu

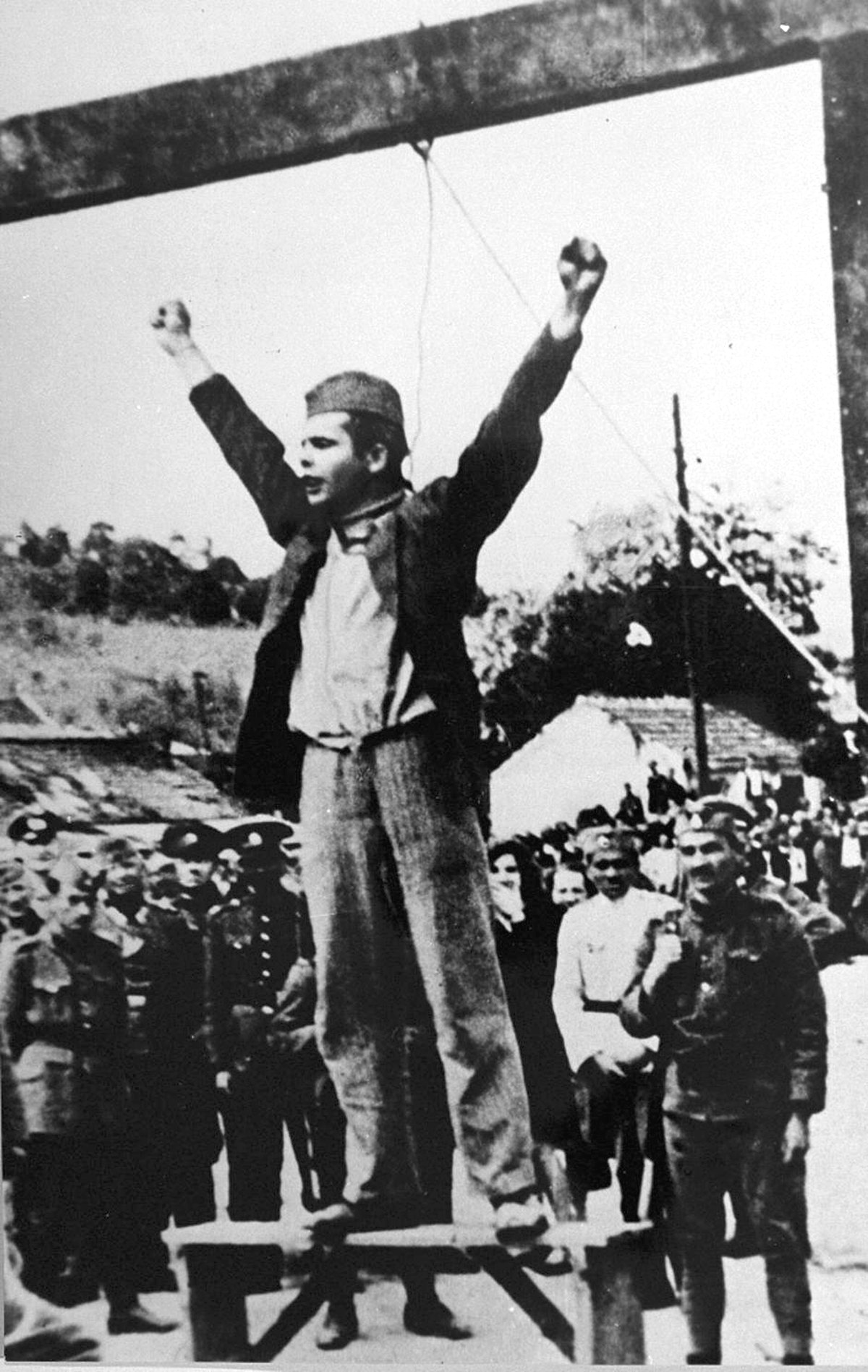
Partyzán Stjepan Filipović volá "smrt fašismu, svobodu lidem!" krátce před popravou v okupované Jugoslávii

Ihned po napadení Polska Německem v září 1939 se silně zradikalizovaly chorvatsko-srbské vztahy, které vyústily v podepsání dohody Maček–Cvetković. Došlo k vytvoření Chorvatské bánoviny, oblasti pod samosprávou chorvatských orgánů, která zahrnovala i značnou část Bosny a Hercegoviny. Ohrožení ze strany mocností Osy vedlo tehdejšího regenta prince Pavla k podpisu paktu o spolupráci s Osou 25. března 1941, jeho rozhodnutí však vedlo k masovým demonstracím, převratu a uchopením moci tehdy sedmnáctiletým králem Petrem II. Krátce na to vtrhla vojska Osy do Jugoslávie a obsadila ji. Během několika dní se podařilo okupačním silám obsadit všechna hlavní města v zemi. Nákladně budovaná armáda království se ukázala jako zcela neschopná síla.
Dne 17. dubna 1941 se Jugoslávie rozpadla na několik celků. Chorvatští ustašovci v čele s Antem Pavelićem, kteří byli již delší dobu podporovaní z Itálie, vytvořili na území dnešního Chorvatska a Bosny a Hercegoviny Nezávislý stát Chorvatsko (NDH; Nezavisna država Hrvatska). Slovinsko bylo rozděleno na tři části, o největší dvě se podělilo Německo, Itálie, Maďarsku připadla malá oblast Prekmurje na východě Slovinska.
Srbsko bylo obsazeno několika státy: Vojvodina (severní část Srbska) byla rozdělena mezi Maďarsko (severozápadní část - Bačka), Nezávislý stát Chorvatsko (jihozápadní část - Srem) a Nacistické Německo (východní část Vojvodiny - Banát). Území dnešního Kosova, spolu se západní částí dnešní Severní Makedonie a částí Černé Hory, bylo připojeno k Velké Albánii - loutkovému státu pod kontrolou Itálie, zbytek Makedonie a část východního Srbska zabralo Bulharsko. Ve zbytku Srbska byla k moci dosazena proněmecká fašistická vláda vedená generálem Milanem Nedićem. V Černé Hoře byl k moci dosazen proitalský kníže, italské snahy na návrat dynastie Petrovićů-Njegošů, která zde vládla před rokem 1918, ztroskotaly.
Okupační síly se pokoušely zajistit si válečnou výrobu v obsazených zemích. Budovaly proto nové továrny a upravovaly staré. Většina obyvatel však tehdy ještě pracovala v zemědělství, byl jim ale zabavován dobytek. Hospodářství, které bylo slabé již před válkou, dostalo další zásah. Infrastrukturu začaly velmi brzy napadat protiokupační ozbrojené síly.
Petr II. uprchl do Londýna, odpor na jugoslávském území však dále vedl komunistický vůdce Josip Broz Tito, který 29. listopadu 1942 na 2. zasedání AVNOJ vyhlásil Demokratickou federativní Jugoslávii. Vedle toho proti Němcům také bojovaly skupiny Četniků, ozbrojených srbských vzbouřenců. Ti měli zpočátku velké sympatie západních zemí, avšak poté, co Titovi partyzáni slavili úspěch a Četnické síly se pokoušely vyjednat s Němci alespoň příměří, podpořila Evropa v čele s Británií hlavně Tita. Západní spojenci se sice snažili o sloučení vedení domácího i zahraničního odboje a obnovení království, exilová vláda se však propadala do stále závažnějších problémů.

## Raná léta jugoslávského komunismu (1945–1963)

Znak SFRJ

Tito se sice chopil moci, fakticky ale ještě porážku monarchie přiznat nemohl, neboť situace v zahraničí byla zatím nejistá. Trval tak na referendu, ve které se změnily první poválečné volby. V nich dostala kandidátka tehdejší Národní Fronty pod vedením KSJ v některých oblastech až 96 % hlasů. 29. listopadu 1945 byla vyhlášena Federativní lidová republika Jugoslávie. Začalo budování socialismu podle sovětského vzoru. Byly vytyčeny nové hranice jednotlivých svazových republik, tentokrát již s ohledem na místní obyvatelstvo - mnohdy se jednalo o práci velmi složitou, neboť rozsáhlé oblasti země byly silně etnicky promíchané.
V zemi začaly rozsáhlé procesy, ne nepodobné těm sovětským z 30. let, nebo také československým z let padesátých. Nové lidově demokratické zřízení se snažilo vypořádat se se svými odpůrci a ukázkově potrestat zločince z druhé světové války. Likvidováni byli také církevní představitelé, kterým komunistický režim nedůvěřoval, a to i přesto, že partyzánského boje se řada z nich aktivně účastnila.
V oblasti kultury a zpravodajství zavládla tvrdá cenzura, autoři byli kontrolováni a nevhodná díla či zprávy byly zakázané. V zahraniční politice však docházelo k rozkolu mezi Bělehradem a Moskvou. Tyto neshody se začaly stále prohlubovat, až vyústily v ideologický odklon Jugoslávie od SSSR a Východního bloku. Poměry se liberalizovaly, předchozí období bylo podrobeno kritice. Toho samozřejmě využily západní státy, které viděly v Jugoslávii cestu, jak čelit stále rostoucímu vlivu komunismu v Evropě. Stát proto hospodářsky podporovaly, přestože jeho představitelé se příliš pozitivně na adresu Západu nevyjadřovali. Počínaje padesátými léty zahájila země rozsáhlou hospodářskou přestavbu v duchu hesla "továrny dělníkům" a vypracováním zákona o sdružené práci. V roce 1953 byl také přijat zákon o nové pozici náboženských společností a byla ukončena nepřátelská kampaň vůči církevním představitelům a náboženským komunitám obecně. Jedním z důvodů, proč se tak stalo, byla hlavně potřeba zlepšení vztahů se Západní Evropou, když se Jugoslávie našla najednou v nelibosti SSSR.
V hospodářství se začalo se sovětskou praxí pětiletých plánů. První pětiletka sice příliš úspěchu nesklidila, ovšem v následující dekádě se již podařilo zefektivnit řízení natolik, že idealistické cíle komunistů byly alespoň částečně splněny. Mezitím se vztahy s Moskvou určitým způsobem stabilizovaly a země dokázala spolupracovat i se západní Evropou a Spojenými státy. Velkorysá byla také politika vůči rozvojovým zemím, hlavně v Africe a na Blízkém východě.

## Rozvoj socialistického státu (1963–1980)

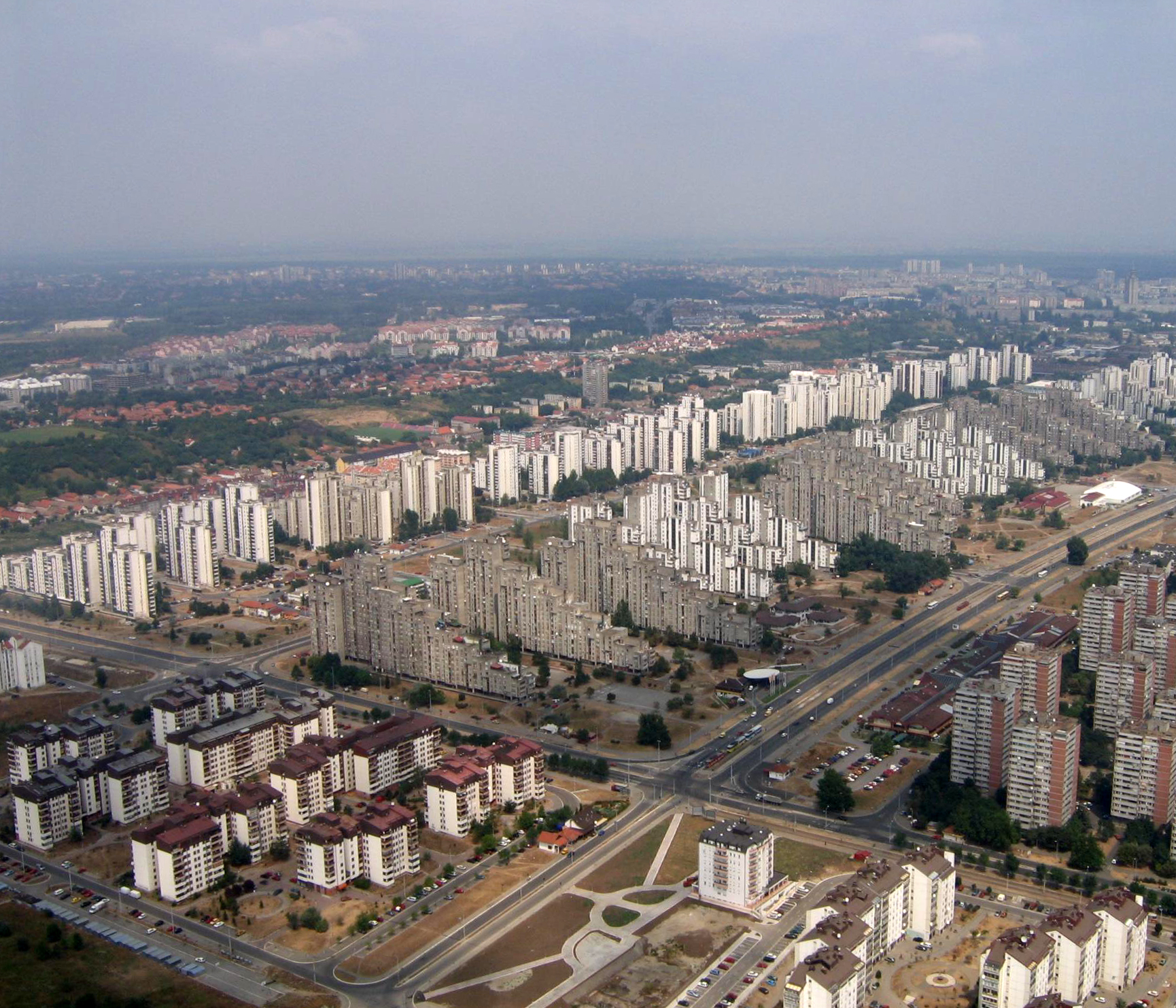
Nový Bělehrad postavený na západní straně řeky Sávy

7. dubna roku 1963 byla po dlouhých odkladech vyhlášena nová ústava, která změnila název na Socialistická Federativní Republika Jugoslávie. Politicky se stát Jihoslovanů i nadále pohyboval mezi západními a východními zeměmi. Toto období byla doba relativní stability a ekonomického růstu mezi národy země. Byly prováděny rozsáhlé investice do infrastruktury ve všech republikách. Poměr těchto projektů však vycházel příznivěji hlavně pro oblasti na jihu, které byly chudší a které neustále potřebovaly pomoc. K tomu sloužil tzv. Fond pro nerozvinuté republiky, do kterého se přispívalo poměrně vzhledem k síle hospodářství jednotlivých republik. To však znepokojovalo hlavně sever státu, odkud byl kapitál hlavně odsáván.
Po Brionském plénu se začalo opět diskutovat o demokratizaci (především ve Svazu komunistů Jugoslávie) a úloze jednotlivých republik. Spory mezi republikovými metropolemi s Bělehradem postupně přerostly v nacionalistické tendence, které se projevovaly na přelomu 60. a 70. let hlavně v Chorvatsku. Tam byla otevřena jak devizní tak i jazyková otázka. Začaly se proto množit obavy o případnou existenci státu, který by mohl být těmito snahami rozvrácen; komunisté se rozhodli toto rázně zarazit. Na začátku 70. let odsoudili liberalizaci z prvních poválečných let a opět začali mluvit o diktatuře proletariátu a demokratickém centralismu. Druhým důvodem pro likvidaci příliš liberálního kurzu byla obava z intervence ze strany Sovětského svazu, který sledoval zavádění tržních mechanismů v jugoslávském hospodářství s velkou nevolí. V souvislosti s tím také došlo k rozsáhlým čistkám. Politicky bylo obměněno chorvatské vedení, zlikvidováni byli srbští (obviněni z anarcholiberalismu) i slovinští liberálové. Naopak se zlepšily vztahy Jugoslávie se Sovětským svazem. Lidé, kteří však v komunistické straně (a jejích republikových a oblastních organizacích) zůstali, však byli buď pamětníci ještě partyzánského boje, či nový konzervativní, ale hlavně xenofobní proud.
Aby byly zavedeny rovné podmínky mezi jednotlivými republikami státu v duchu Titovy myšlenky zastoupení všech národů státu, bylo již za jeho života na návrh liberálních kruhů zřízeno předsednictvo jako kolektivní hlava státu. Funkce předsedy Předsednictva federace, která se po r. 1980 stala formálně nejvyšší státním postem, se střídala mezi politiky z jednotlivých členských republik po jednom roce. Kromě Slovinců, Srbů nebo Makedonců tak nastoupil do nejvyšší funkce v zemi také i kosovský Albánec Sinan Hasani.

## Ekonomické krize (1980–1987)
K dlouho očekávanému úmrtí doživotního prezidenta Tita došlo v květnu 1980. Moc tak formálně přešla na kolektivní předsednictvo a jeho předsedu. Přesto se vztahy mezi jednotlivými národnostmi v Jugoslávii nadále horšily. Ozvěny neklidu z přelomu 60. a 70. let trvaly i nadále. Ekonomická situace se rovněž nelepšila a v polovině 80. let vypukla skutečná krize - jugoslávské výrobky byly nekonkurenceschopné, dluhy velmi vysoké, dělníci stávkovali a začaly bouřlivé diskuze o tom, jak pokračovat dál. Celá řada ekonomických reforem a restrukturalizací se ukázala jako neúspěšná a neefektivní. V roce 1985 dosáhla míra nezaměstnanosti v zemi 1,05 milionu práceschopného obyvatelstva. Vysoká míra inflace snižovala mzdy. Zatímco v roce 1979 průměrný obyvatel Jugoslávie pracoval na automobil Zastava 101 2853 hodin, v roce 1984 to bylo už 3119 hodin.
Některé republiky začaly požadovat záruku práva na odtržení.[zdroj?]
Již neklidná situace v Kosovu se opět zostřila a v roce 1981 dosáhla rozměru skutečného povstání. Nasazena proto musela být živá síla. Srbské menšinové obyvatelstvo z této oblasti pokračovalo i nadále v odchodu z této nejzalidněnější oblasti v celé federaci a nechávali ji tak napospas stále chudšímu albánskému obyvatelstvu. Zatímco se tak v řadě dalších republik zvyšoval podíl národnostně heterogenního obyvatelstva, v samotném Kosovu se naopak upevňoval albánský prvek. Na světlo se dostávaly kauzy, ve kterých byly rozkryty zvláštní vztahy mezi různými výrobci, politiky a ostatními dalšími stranami (například Agrokomerc). Na nebezpečí sílícího nacionalismu političtí představitelé a bezpečnostní složky reagovali agitačními hesly a tvrdými postihy. Mnozí intelektuálové a profesoři skončili ve vězení. Protože však Jugoslávie patřila k zemím, které víceméně oponovaly Sovětskému svazu, tak se o porušování lidských práv příliš nemluvilo. V této oblasti byly nicméně některé mezinárodní lidskoprávní organizace poměrně aktivní (např. Amnesty International, Helsinki Watch, apod.) Ty kritizovaly poměry v Jugoslávii a vyzývaly místní politickou reprezentaci aby důrazně dodržovala svobodu projevu. Jugoslávští komunisté sice potlačovali hlasy kritické k socialistickému zřízení, velmi tvrdě však postihovali všechny nacionalisty a pohrobky četniků a ustašovců, kteří působili především v zahraničí. Svazová výkonná rada nicméně neustále opakovala, že v jugoslávském prostředí, kde jsou hrůzy druhé světové války ještě v dobré paměti, by otevřený přístup vůči všem emigrantským (a především nacionalistickým) organizacím mohl znamenat katastrofu, nárůst nacionalismu a občanskou válku.
Spolu s klesající ekonomickou výkonností celé země probíhaly i proměny společenské - v severních republikách se inicializovala demokratická, ekologická, liberální a pacifistická hnutí, kdežto na jihu na významu získaly hlavně tendence nacionalistické. Slovinci protestovali proti militarismu, v Bělehradě se konaly slavné vojenské přehlídky. Objevovaly se velmi kritické časopisy, a to jak k jugoslávským dějinám, tak i k nyní zesnulému prezidentovi Titovi. K moci se začali dostávat politici, kteří později stanuli v čele válčících států a mezi kterými již politická dohoda nebyla možná.
Od roku 1987 nebyla Jugoslávie schopná platit stále rostoucí zahraniční dluhy a inflace v zemi dosahovala dvoj- až trojciferného procentuálního růstu – v roce 1988 to bylo 160 %

## Rozpad státu (1987–1992)

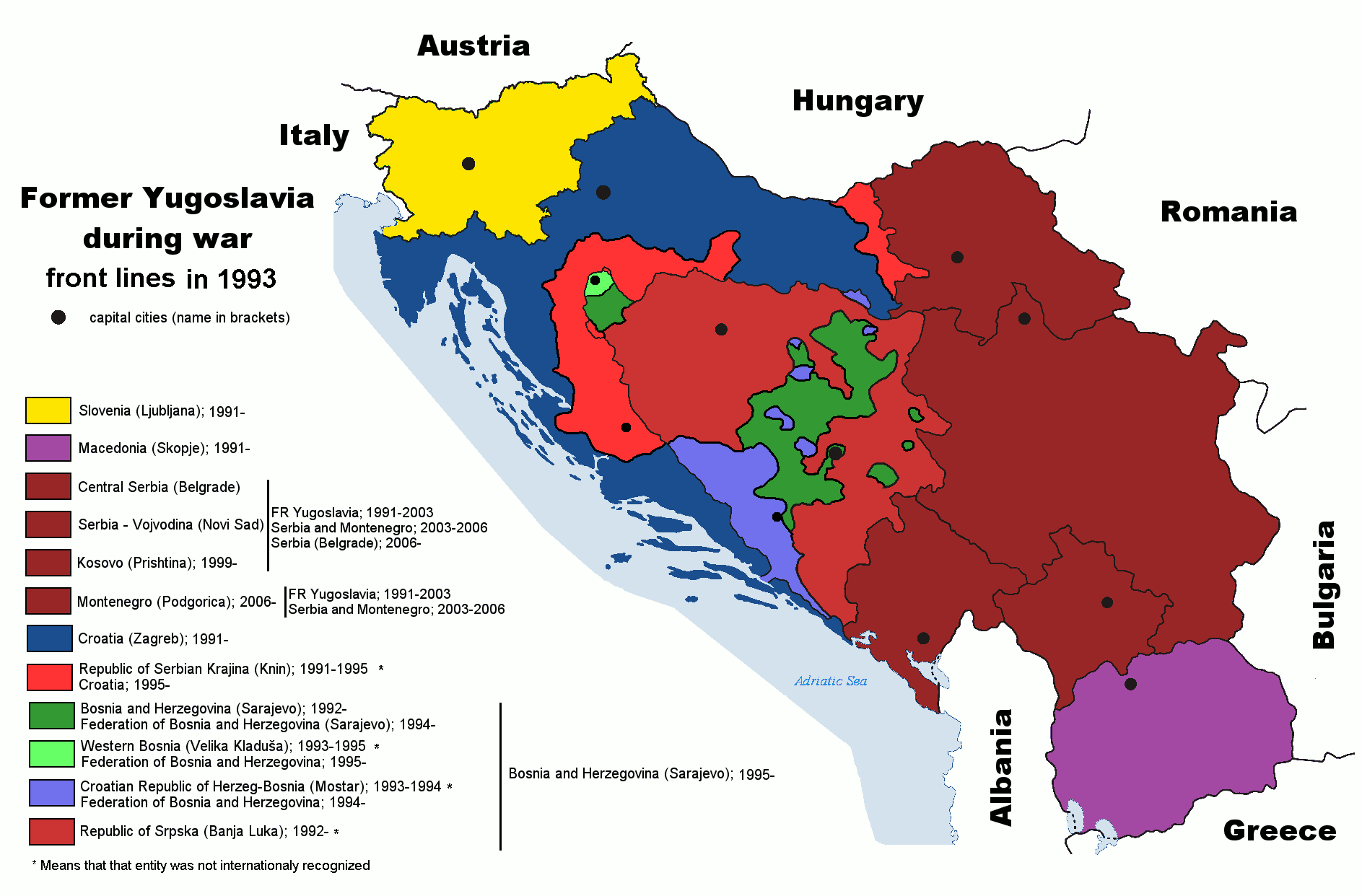
Jugoslávie v roce 1993

Neshody mezi jednotlivými politiky a napětí v zemi vedly k odstavení regionálních svazů komunistů od moci v Chorvatsku a Slovinsku, kde se začal rozvíjet politický pluralismus. Ten byl sice zcela v rozporu s tehdejší ústavou z roku 1974, k jejímu porušování však díky zhoršující se situaci docházelo ve velkém množství případů. Krize v Kosovu, která již přerostla v ozbrojený konflikt, vyvolala sympatie severních členů federace s Albánci, což vedlo k další eskalaci nacionalismu u Srbů a růstu popularity Slobodana Miloševiće. Složitá situace vyžadovala řešení; díky drastickým opatřením se sice v roce 1990 podařilo zkrotit enormní inflaci, na politické úrovni však stát fungoval jen stěží. Na podzim roku 1990 zablokovaly Slovinsko Vojvodina a Srbsko platby federální vládě. O několik týdnů později se připojila k tomuto kroku i Bosna a Hercegovina, což vedlo k tomu, že federální vládě chybělo 15 % příjmů a musela narychlo poslat na nucenou dovolenou 2700 zaměstnanců federálních úřadů. Slovinsko navíc snížilo na pětinu svůj příspěvek federální armádě, což vedlo k její insolvenci, a potravinářské firmy začaly odmítat posílat jídlo jugoslávským vojákům. V roce 1991 se sice v první polovině roku podařilo federální fiskální strukturu sice obnovit, ale škody byly značné.
Po svobodných volbách v severozápadních republikách následovalo vyhlášení nezávislosti Slovinska v roce 1991. Ostatní republiky v této době již také připravovaly převzetí veškeré moci do svých rukou a odtržení se od Bělehradu. Další na řadě bylo Chorvatsko, Republika Makedonie a Bosna a Hercegovina. Jugoslávská lidová armáda, hlavní obranná složka země, s touto situací ostře nesouhlasila. Svazový sekretář pro obranu Veljko Kadijević v té době do médií prohlásil, že "Jugoslávie neskončí jako Libanon".
Po odchodu nesrbských vojenských sil ale zcela spadala pod politický vliv srbských nacionalisticky laděných politiků, kteří odmítali nezávislost hlavně Chorvatska s velkou menšinou Srbů. Některé části země se tak okamžitě octly ve válečném stavu. Proti celosvazové národní armádě se postavily TO jednotlivých republik. Západní státy podpořily nově vznikající země diplomatickým uznáním, eskalaci násilí ale odsoudily velmi rychle. Srbské vedení vojsk nebylo schopné dobýt pozice v nově vzniklých národních státech. Ve svazku Jugoslávie zůstalo jen Srbsko a Černá Hora.